# Красная жара (фильм, 1988)
«Красная жара» (англ. Red Heat) — американский криминальный боевик 1988 года режиссёра Уолтера Хилла с Арнольдом Шварценеггером и Джеймсом Белуши в главных ролях. Фильм выдержан в характерной для конца 1980-х манере, связанной с потеплением отношений между СССР и США. В СССР и на постсоветском пространстве приобрёл популярность, запомнившись среди прочего многочисленными «ляпами» и ломаным русским с редким для кинематографа матом.
Рекламный слоган: «Самый жёсткий детектив в Москве. Самый безумный полицейский в Чикаго. Есть только одна вещь хуже, чем разозлить их: сделать их партнёрами».

## Сюжет
Перестройка и гласность, период потепления отношений между СССР и США. Грузинский главарь московской наркомафии Виктор Руставили (Эдвард О’Росс) по кличке Роста собирается наладить поставку в СССР наркотиков из США. Поимкой преступника занимается честный и отважный капитан милиции Иван Данко (Арнольд Шварценеггер). Родственники Данко погибли во время войны или умерли, он сирота и одинок. Он вместе с милицейским отрядом выслеживает Виктора и его банду на одной из столичных «малин»: это кафе «Дружба», где собирается весь местный криминалитет. При требовании одного из преступников (Норберт Нёвеньи) обосновать арест Данко ломает его искусственную ногу и демонстрирует хранившийся в тайнике протеза кокаин. Следует перестрелка в ресторане, а затем на улицах города, в ходе которой погибает напарник Данко Юрий Огарков (Олег Видов). В свою очередь, Данко удаётся в перестрелке убить брата Росты. Сам же Руставили сумел скрыться от московской милиции и сбежать в США.
В Чикаго Руставили налаживает контакт с местными наркоторговцами и договаривается купить у них крупную партию кокаина. Однако продавцы арестованы полицией Чикаго незадолго до встречи, и сделка срывается. Чуть позднее в Главное управление внутренних дел в Москве по телетайпу из США приходит сообщение об аресте Руставили за нарушение правил дорожного движения. Теперь тот подлежит экстрадиции в Советский Союз. Руководство МВД СССР посылает Данко в США для доставки преступника в СССР. Миссию Данко облегчает хорошее знание английского. Данко даётся строгое указание не распространяться перед американцами о сути преступной деятельности Руставили.
В чикагский аэропорт О’Хара Данко прибывает в милицейском обмундировании. На следующий день происходит передача арестованного Виктора Руставили, однако его подручные устраивают нападение и, убив одного из полицейских, освобождают Виктора. Сам Данко ранен и попадает в госпиталь. К нему приходят сотрудники советского консульства (Савелий Крамаров и Джин Шерер) и сообщают о том, что его начальство разгневано провалом операции и хотят вернуть капитана в Москву для сурового несправедливого наказания.
Но Данко намерен отомстить Виктору Роста за смерть друга Юрия. В этих обстоятельствах полиция Чикаго всё же получает из Москвы сведения о Руставили. Согласно им Виктор Руставили является сыном разбойника, осуждённого и казнённого за «сжигание деревень и насилование женщин» во время Великой Отечественной войны, а сам Виктор — босс советской наркомафии. Данко, совместно с назначенным ему полицией Чикаго в напарники беспечным сержантом Ридзиком (Джеймс Белуши), начинает розыск Руставили. Из всех улик, которыми они вначале располагают — ключ от неизвестной камеры хранения, найденный у Виктора при обыске.
Напарники пытаются узнать о местонахождении Виктора у сидящего в тюрьме главаря банды чикагских наркоторговцев Абдулы Элайджи. Данко выясняет, что через международную преступную сеть Руставили намеревался переправить в Советский Союз груз кокаина на 5 миллионов долларов. Теперь участники его банды устраняют всех, кто знает что-либо о Викторе. Напарникам удаётся поговорить с некой Кэт Манцетти (Джина Гершон), контактировавшей с Виктором до его ареста. Оказалось, что она согласилась заключить с ним фиктивный брак, чтобы он смог получить вид на жительство в США. В обмен на гарантии собственной безопасности она сообщает Данко место передачи денег.
Задержать Роста не удаётся и на этот раз, а Кэт Манцетти на следующий день находят убитой. Виктор завладевает ключом от камеры хранения с деньгами, совершив налёт с бандой «бритоголовых» на номер капитана Данко в гостинице, и заодно избавившись от мешающих ему членов банды. Для этого Роста намеренно подставляет бандитов, указав сообщникам номер гостиницы, соседний с номером Данко. Данко уничтожает в перестрелке всех членов преступной группировки. Капитан выясняет, что ключ, конфискованный у Руставили и похищенный им у Данко, открывает камеру хранения на Центральном автовокзале, где предположительно находятся 5 миллионов. Данко отправляется туда вместе с Ридзиком, где Роста уже достал деньги из камеры хранения и провёл сделку по покупке наркотиков. Дальше следует погоня Данко и Ридзика за Роста по Чикаго. Данко настигает Руставили. Ридзик хочет арестовать бандита, но Данко, помня друга, а также понимая, что Роста с большой вероятностью купит себе мягкий приговор, убивает Виктора.
Перед отлётом капитана в Москву Данко и Ридзик в знак дружбы обмениваются часами.

## В ролях
| Актёр                | Роль                                                     |
| -------------------- | -------------------------------------------------------- |
| Арнольд Шварценеггер | Иван Данко, капитан московской милиции                   |
| Джеймс Белуши        | Арт Ридзик, сержант чикагской полиции                    |
| Эд О’Росс            | Виктор Роставели (Роста), главарь советской мафии        |
| Питер Бойл           | Луи Донелли, начальник отдела полиции                    |
| Лоренс Фишберн       | Чарли Стоббс, лейтенант полиции                          |
| Ричард Брайт         | Галлахер, сержант полиции                                |
| Джина Гершон         | Кэт Манцетти, фиктивная жена Виктора                     |
| Олег Видов           | Юрий Огарков, советский милиционер, напарник Ивана Данко |
| Савелий Крамаров     | Григорий Мазурский, сотрудник советского консульства     |
| Джин Шерер           | Дмитрий Степанович, советский консул                     |
| Брент Дженнингс      | Абдул Элайджа, «криминальный авторитет»                  |
| Исао Сасаки          | Пётр Борисович Раков, артист                             |
| Брайон Джеймс        | Стрик                                                    |
| Пруитт Тэйлор Винс   | ночной портье                                            |
| Курт Фуллер          | детектив                                                 |

Венгерский актёр, Норберт Нёвиньи —  в прошлом борец греко-римского стиля, сыгравший бандита из банды Роста, запомнился российским зрителям фразой «Какие Ваши доказательства?». 
Фильм отмечен появлением двух известных советских актёров, эмигрировавших из СССР в США в первой половине 1980-х годов. Если Савелий Крамаров уже до этого снимался в голливудских фильмах, включая «Космическую одиссею 2010», то для Олега Видова, который исполнил роль напарника Ивана Данко, Юрия Огаркова, появление на экране стало дебютным в заокеанской карьере. Кроме того, в эпизодической роли Йосипа Бороды снялся ещё один эмигрант — Тенгиз Борисов.
В начале фильма в сцене драки роль «монгольского хиппи» (так указано в титрах) исполняет японо-корейский рестлер Масанори Тогути, в спорте более известный под корейским именем Ким Дук и псевдонимом Tiger Chung Lee.

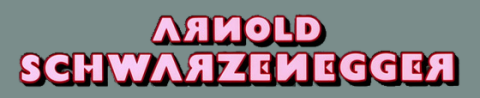
ARNOLD SCHWARZENEGGER
в псевдокириллическом стиле из титров фильма.

Дизайнер титров Уэйн Фицджеральд для данного фильма создал особый шрифт, имитирующий написание кириллицей: убрал перекладину в А (стала подобно русскому Л) и зеркально развернул N и R (стали подобны русским И и Я соответственно).

## История создания

### Сюжет и название
С расширением «Перестройки и гласности» меняется и тональность голливудских фильмов про СССР и людей в нём. 1980-е годы начались с «вигилантизма холодной войны», при котором не делалось различий между советским режимом и людьми в СССР: всё это была одна и та же сторона «Империи зла». Характерным примером такой продукции является «Красный рассвет» (1984). При этом для «фильмов про русских» практически обязательным было слово «красный» (англ. red) в названии: «Охота за Красным октябрём», «Красный рассвет», «Красный скорпион», «Красная жара». Кроме того, постановочные планы фильма и роли второго плана отсылают зрителя своими стереотипными чертами (грузинская мафия, московская милиция, работающий телетайп, управление милиции, «Волги») к знаменитым советским фильмам про милицию начала 80-х («Петровка, 38», «Огарёва, 6»). Также, ранее в роли милиционера уже снимался Олег Видов («Джентльмены удачи», 1971).
С изменением тональности в голливудских фильмах образ меняется с «инопланетных злодеев из Империи зла» на просто «инопланетян», сродни знаменитому E.T. из фильма Спилберга. Которые во многих отношениях странные, порой смешны, многое понимают и делают «не как у нас», но у которых есть свои положительные качества. Таковы русские в фильме «Русские» (1987), таков и Иван Данко в фильме «Красная жара». Данко отличает смелость, строгость, честность, здоровый консерватизм и нешаблонность мышления одновременно, тонкий ироничный юмор, скепсис, немногословность, житейская мудрость, скромность.
Само название фильма продолжает упомянутую выше традицию иметь слово «красный» в названии, при этом зрителям ясно, что «жара» (англ. heat) в этот раз будет идти от ставшего на этот раз «красным» Арнольда Шварценеггера на рекламных постерах. В вышедшей в том же году новеллизации фильма в подзаголовке это обыгрывается ещё более прямо: «Московский красный встречается с чикагским синим» (Moscow Red meets Chicago Blue).
Слово heat имеет в американском диалекте английского языка жаргонные значения «полиция» и «оружие». Таким образом, название фильма можно перевести как «Красный мент» или «Красный ствол».

### Главные исполнители
К концу 1980-х Арнольд Шварценеггер стал признанной суперзвездой боевиков. За исключением небольшой осечки с фильмом «Без компромиссов», после которой он стал ещё строже относиться к выбору сценариев и режиссёров, один хит следовал за другим: «Коммандо», «Хищник», «Бегущий человек». В 1987 году на голливудской «Аллее славы» появилась 1847-я по счёту звезда с именем Шварценеггера. В том же году он без колебаний принял предложение главной роли от Уолтера Хилла, верно просчитав успех будущего фильма. Роль Ивана Данко в «Красной жаре» стала очередным рубежом и в отношении его гонораров: впервые в карьере Шварценеггера тот составил огромные по тем временам 10 миллионов долларов.
В интервью сразу после выхода фильма на экраны Шварценеггер сказал, что для вживания в роль ему парадоксальным образом помогал женский образ партийного работника Нины Якушовой, созданный Гретой Гарбо в фильме «Ниночка». По его словам, это «тот же тип характера, что играемый мною в „Красной жаре“. Она русская, приехавшая в Париж очень эмоционально холодной. По ходу фильма она влюбляется во француза (Мелвин Дуглас) и наружу выходит страстность, о которой она сама не подозревала. Я тщательно изучил фильм, а во время съёмок „Красной жары“ смотрел его каждый день».
Джеймс Белуши был также уже известен, однако его слава и гонорары были во много раз ниже. В задуманной линии «бадди-муви» его энергичный характер должен был подчёркивать монументальную невозмутимость Ивана Данко, создавая дополнительный комический эффект.

### Съёмки в Москве
Изменения в СССР открыли уникальную возможность сделать часть натурных съёмок в Москве на Красной площади. Это соответствовало и желанию самого Шварценеггера, который охотно путешествовал по миру для рекламы фильмов со своим участием, что мало кто делал из других американских звёзд первой величины. Шварценеггер прилетел в Москву всего на три дня — с 18 по 20 февраля 1988 года. Единственная «московская» сцена, снятая в Москве — Шварценеггер, идущий по Красной площади: чтобы снять несколько секунд сцены режиссёру фильма потребовалось шесть месяцев на переговоры с советскими руководителями. Разрешения на съёмки на Красной площади были получены, и в феврале 1988 года группа выехала на место. Однако разрешения были весьма невнятными: оставалось неясным, что именно и в какой мере разрешено в плане съёмок. Во избежание проблем операторы сняли лишь несколько зарисовок и общих планов с ручных камер. Основные «московские» сцены, включая все погони с перестрелками, снимались в Будапеште. К примеру, здание «Главного управления внутренних дел Москвы» — на самом деле Будайская крепость.
Приезд голливудской знаменитости вызвал ажиотаж среди московских журналистов, и на пресс-конференцию, состоявшуюся в гостинице «Советская» 18 февраля 1988 года, пришло множество людей. Сама пресс-конференция вышла нестандартной, так как в основном вопросы задавались самим Шварценеггером, а не журналистами. Оказалось, что жена, Мария Шрайвер, узнав о его поездке в Москву, заказала шубу из горностая. Поэтому сначала он хотел понять, как обменять деньги на рубли и где лучше купить заказанное. Журналисты объяснили кинозвезде суть и принципы работы магазинов «Берёзка».
Оказалось также, что Шварценеггер обязательно хотел бы встретиться с тяжелоатлетом Юрием Власовым, который был одним из его идолов в детстве. В 1961 году на ЧМ по тяжёлой атлетике в Вене Власов стал золотым призёром в тяжёлом весе. В одной из пауз к нему подвели 14-летнего новичка в атлетике и попросили сказать пару ободряющих слов. Этим худощавым новичком был Шварценеггер. После наведения справок выяснилось, что оставивший большой спорт Власов руководит небольшим спортклубом «Атлетика», расположенном в полуподвале на Авиамоторной улице. Там и состоялась их встреча 20 февраля 1988 года.
Во время своего визита Шварценеггер также посетил только что открывшийся «Центр Стаса Намина», где познакомился с музыкантами московской рок-группы «Парк Горького». Помимо этого вместе с Наминым актёр заглянул в молодёжное кафе-клуб «У фонтана» (в народе — «Молоко»), где в тот момент проходили съёмки фильма «Публикация».

### Сцена в общественной бане

Кадр из сцены в бане (сауне).

Не меньшее, чем все драки и перестрелки, произвела впечатление на зрителей и критиков сцена в общественной бане, с которой начинается действие. Медленный проход практически голого (кроме полотенца на поясе спереди) Шварценеггера должен был напомнить зрителям фильм «Терминатор» 1984 года и то, что перед ними вновь «машина для убийства».
Сам Шварценеггер относил сцену в бане, которую сам называет сауной, одной из наиболее ярких сцен фильма, снять которую было решено с самого начала. По его словам, «когда сцена просит наготы и это укладывается в фильм, я ничего не имею против. Если же это эксплуатация идеи и подбрасывается без причины, то такое меня раздражает и я держусь от такого в стороне».
Следующая сцена происходит в московском кабаке.

Сцена сопровождается ставшим классическим по нелепости «русским» диалогом:
- Пошли. Всэ вмэстье.
- Почиму ти свэгда к грузи́м  придьераешьчя? Потому что мы такия простыя луди… И за эту вам мы такая лоххая добича.
- Щто будье́т с нащей страной?! Прьямо как в старие вре́мена! Мы ж ни в чом… не виноватьы!
- Какьие Вашьи доказателства?!
- Кокаинум!
На самом деле герой Шварценеггера вполне отчётливо произносит «Кокаином!», что должно было, вероятно, стать ответом на вопрос «Чем докажешь?». Однако из-за неверно сформулированного по-русски вопроса творительный падеж ответа теряет смысл. Получается просто констатация факта «это — кокаин». При этом кокаин называется на латыни, как в термине Cocainum hydrochloricum. Вкупе с обликом советского милиционера в исполнении Шварценеггера это придаёт нелепым репликам оттенок сюрреализма.

## Оружие в фильме

Реклама пистолета «точно как из фильма» в журнале «American Handgunner», июнь 1988.

Иван Данко имеет «лучший в мире советский пистолет системы Подбырина калибра 9,2 мм». Режиссёр фильма Уолтер Хилл хотел, чтобы у Арнольда Шварценеггера было большое, «крутое» и зловещего вида оружие, соответствующее играемому им персонажу: при этом незнакомое американскому зрителю и подходящее кинематографическому советскому милиционеру. Последнее исключало револьверы, как типичное оружие именно американских полицейских. В целом режиссёр представлял себе нечто вроде очень большого пистолета «Walther P38» с выраженным иноземным колоритом.
За оружием для главного героя обратились в частную оружейную мастерскую Тима Лафранса в Сан-Диего. Эта мастерская в 1980-х часто служила в качестве «голливудского арсенала», имея репутацию места, где делают уникальные образцы огнестрельного оружия с заказанным дизайном, стреляющие и безопасные для съёмок. Тим Лафранс взял за основу израильский пистолет «Desert Eagle» калибра 9 мм, который основательно переработал и заметно удлинил ствол. Так на свет появился «9.2mm Podbyrin pistol», или как его назвали в студии, «Hollywood Eagle».
Вторая поправка к Конституции США разрешает покупать и иметь оружие, поэтому после выхода очередного фильма нередко предлагается купить такое же оружие, как у любимого героя. И в этом случае одновременно с выходом фильма на экраны летом 1988 в тематических журналах появилась реклама эксклюзивной модели пистолета, аналогичной той, что в фильме. Продаваемая населению версия называлась «Pobyrin pistol», так как право на исходное название принадлежало киностудии.
Той же оружейной мастерской было заказано оружие для главного злодея в фильме Виктора «Роста» Руставили. Здесь требования к облику были менее конкретные: из него можно было бы коварно выстрелить в любой момент и оно должно было иметь «мафиозный вид». Тим Лафранс остановился на двуствольном дерринджере сорок пятого калибра, к которому разработал пружинный выкидной механизм, монтируемый на руке. При особом движении рукой скрытый в рукаве пистолет выскакивал прямо в ладонь. Так как у классического дерринджера нет спусковой скобы, достаточно держать наготове палец согнутым, чтобы сразу при выскакивании пистолета из рукава происходил выстрел. Так Виктор убивает в начале фильма напарника Данко, Юрия Огаркова.

## Музыка в фильме
Для вступительных и заключительных титров были выбраны фрагменты из «Кантаты к двадцатилетию Октября» Сергея Прокофьева (часть № 2, «Философы»).
На похоронах милиционера оркестр играет революционный траурный марш «Вы жертвою пали в борьбе роковой».
Также в фильме звучат следующие композиции разных групп:
- Disko Yuk
- New age again
- Jackin' national anthem
- Stranger on the shore

## Выход в прокат
С гонораром 10 млн долларов Арнольду Шварценеггеру за главную роль, общий бюджет фильма составил 29 млн долларов.
Показ в кинотеатрах США стартовал 19 июня и за первые две недели принёс 24,5 млн долларов. Всего на показах в США было заработано 34,9 млн. Ещё 3,3 млн долларов принёс прокат переведённых версий фильма в Западной Европе (Франция, ФРГ и Испания). Общая прибыль на 27 % превысила затраты. Для сравнения, «Бегущий человек» (1987) принёс прибыль, на 34 % превышающую затраты (38 млн и 27 млн соответственно).

## Отражение в культуре
- Одновременно с выходом на экран в нью-йоркском издательстве «Avon Books» вышла одноимённая новеллизация фильма. Однако в книге все реплики героев идут только на английском[4].
- В романе 2011 года Тима Скоренко «Сад Иеронима Босха» фильм приводится как образец восприятия России американцами и одновременно источник сведений о ней. «Фраза „Какие ваши доказательства?“, искажённая произношением бандита. <…> Американские актёры, играющие русских, озвучивают себя сами, с чудовищным акцентом и жуткими ошибками…»[25].

## Отзывы
- В 2020 году журнал Maxim включил фильм в список «12 самых бредовых фильмов про Россию»: «Россия в „Красной жаре“ смотрится примерно как Марс в следующем боевике со Шварценеггером — „Вспомнить всё“. То есть инопланетно. Марс даже реалистичнее, если уж честно»[26].